# Rafael Cavalcante
Rafael Cavalcante Custodio, född 4 april 1980 i Ilha Solteira, är en brasiliansk MMA-utövare som bland annat har tävlat i Ultimate Fighting Championship och Strikeforce.